# Letitia Wright
Letitia Michelle Wright, född 31 oktober 1993 i Georgetown, Guyana, är en guyanesisk-brittisk skådespelare. Hon är mest känd för sin roll som Shuri / Black Panther i Marvel Cinematic Universe.

## Filmografi (i urval)
- 2011 – Victim
- 2015 – Cucumber (TV-serie)
- 2015 – Doctor Who (TV-serie)
- 2017 – Black Mirror (TV-serie)
- 2018 – The Commuter
- 2018 – Black Panther
- 2018 – Ready Player One
- 2018 – Avengers: Infinity War
- 2019 – Avengers: Endgame
- 2020 – Small Axe
- 2021 – Sing 2 (röst)
- 2022 – Döden på Nilen
- 2022 – The Silent Twins
- 2022 – Aisha
- 2022 – Black Panther: Wakanda Forever
- 2023 – Surrounded
- 2026 – Avengers: Doomsday